# Homécourt

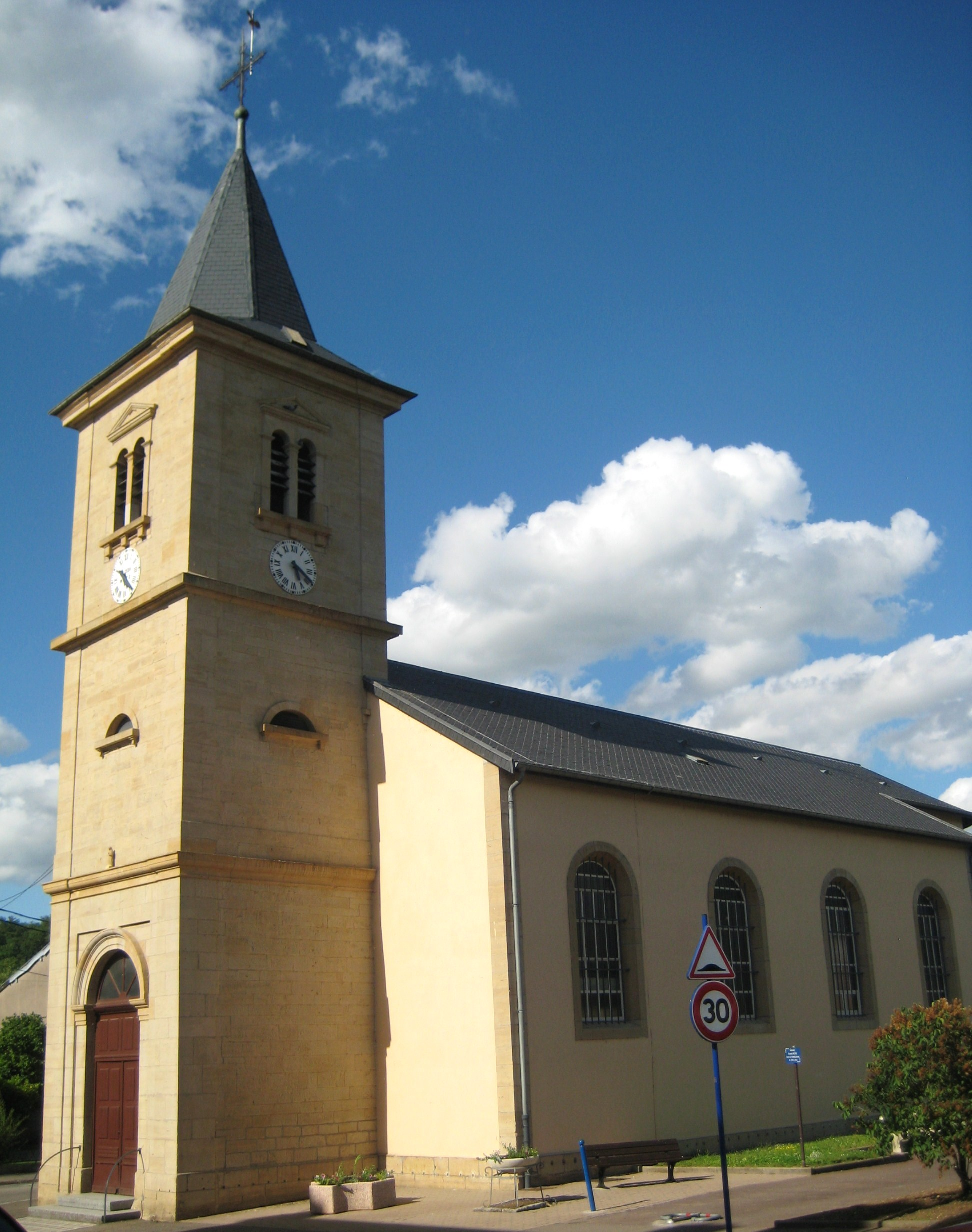
Kościół p.w. Narodzenia Najświętszej Maryi Panny z 1828 r. (2009)

Homécourt – miejscowość i gmina we Francji, w regionie Grand Est, w departamencie Meurthe i Mozela.
Według danych na rok 1990 gminę zamieszkiwało 7088 osób, a gęstość zaludnienia wynosiła 1596 osób/km² (wśród 2335 gmin Lotaryngii Homécourt plasuje się na 57. miejscu pod względem liczby ludności, natomiast pod względem powierzchni na miejscu 1060.).